# Хмелино (Гомельская область)
Хмелино (бел. Хмеліно) — деревня в Старосельском сельсовете Рогачёвского района Гомельской области Беларуси.
На западе граничит с лесом.

## География

### Расположение
В 13 км на север от районного центра и железнодорожной станции Рогачёв (на линии Могилёв — Жлобин), 135 км от Гомеля.

## Транспортная сеть
Транспортные связи по просёлочной, затем автомобильной дороге Старое Село — Рогачёв. Застройка деревянная, усадебного типа.

## История
Основана в начале XX века переселенцами из соседних деревень. В 1930 году жители вступили в колхоз. Во время Великой Отечественной войны каратели в 1944 году сожгли 9 дворов и убили 8 жителей. 11 жителей погибли на фронте. Согласно переписи 1959 года в составе подсобного хозяйства районного объединения «Сельхозхимия» (центр — деревня Станьков).

## Население

### Численность
- 2004 год — 4 хозяйства, 5 жителей.

### Динамика
- 1940 год — 22 двора, 98 жителей.
- 1959 год — 96 жителей (согласно переписи).
- 2004 год — 4 хозяйства, 5 жителей.